# Tasasenletto
Tasasenletto är en ö i Finland. Den ligger i Bottenviken och i kommunen Ijo i den ekonomiska regionen  Oulunkaari i landskapet Norra Österbotten, i den norra delen av landet. Ön ligger omkring 44 kilometer nordväst om Uleåborg och omkring 570 kilometer norr om Helsingfors.
Öns area är 2,9 hektar och dess största längd är 0,7 kilometer i öst-västlig riktning.